# Stazione di Carovilli-Roccasicura
Stazione di Carovilli-Roccasicura vasútállomás Olaszországban, Molise régióban, Carovilli településen.

## Vasútvonalak
Az állomást az alábbi vasútvonalak érintik:
- Sulmona–Carpinone-vasútvonal

## Kapcsolódó állomások
A vasútállomáshoz az alábbi állomások vannak a legközelebb: 
- Stazione di Pescolanciano-Chiauci
- Stazione di Vastogirardi